# الريشة (النادرة)

تعديل مصدري - تعديل

الريشة محلة تابعة لقرية بيت الوعيل، التابعة لعزلة شخب بمديرية النادرة إحدى مديريات محافظة إب في الجمهورية اليمنية، بلغ تعداد سكانها 118 حسب تعداد اليمن لعام 2004.